# Opere del Sodoma
Quello che segue è un elenco cronologico parziale delle opere del Sodoma, pittore italiano attivo nel XVI secolo ed inquadrabile nella corrente artistica del Rinascimento maturo.

## Affreschi
| Immagine | Titolo                                                                                            | Data         | Dimensioni | Tecnica             | Luogo di conservazione                                                     | Annotazioni          | N. |
| -------- | ------------------------------------------------------------------------------------------------- | ------------ | ---------- | ------------------- | -------------------------------------------------------------------------- | -------------------- | -- |
|          | Benedetto lascia la casa paterna e va a studiare a Roma                                           | c. 1505–1508 |            | affresco            | Ciclo di San Benedetto, Abbazia di Monte Oliveto Maggiore, Asciano, Italia |                      |    |
|          | Benedetto abbandona la scuola di Roma                                                             | c. 1505–1508 |            | affresco            | Ciclo di San Benedetto, Abbazia di Monte Oliveto Maggiore, Asciano, Italia |                      |    |
|          | Benedetto ripara il capistero rotto                                                               | c. 1505–1508 |            | affresco            | Ciclo di San Benedetto, Abbazia di Monte Oliveto Maggiore, Asciano, Italia |                      |    |
|          | Il monaco Romano dona a Benedetto l'abito da eremita                                              | c. 1505–1508 |            | affresco            | Ciclo di San Benedetto, Abbazia di Monte Oliveto Maggiore, Asciano, Italia |                      |    |
|          | Il Demonio rompe la campanella                                                                    | c. 1505–1508 |            | affresco            | Ciclo di San Benedetto, Abbazia di Monte Oliveto Maggiore, Asciano, Italia |                      |    |
|          | Un prete ispirato da Dio porta da mangiare a Benedetto nel giorno di Pasqua                       | c. 1505–1508 |            | affresco            | Ciclo di San Benedetto, Abbazia di Monte Oliveto Maggiore, Asciano, Italia |                      |    |
|          | Benedetto istruisce alla dottrina i contadini                                                     | c. 1505–1508 |            | affresco            | Ciclo di San Benedetto, Abbazia di Monte Oliveto Maggiore, Asciano, Italia |                      |    |
|          | Benedetto, tentato d'impurità, supera la tentazione                                               | c. 1505–1508 |            | affresco            | Ciclo di San Benedetto, Abbazia di Monte Oliveto Maggiore, Asciano, Italia |                      |    |
|          | Benedetto cede alle preghiere di alcuni eremiti e gli consente di essere loro capo                | c. 1505–1508 |            | affresco            | Ciclo di San Benedetto, Abbazia di Monte Oliveto Maggiore, Asciano, Italia |                      |    |
|          | Benedetto rompe un bicchiere di vino avvelenato col segno della croce                             | c. 1505–1508 |            | affresco            | Ciclo di San Benedetto, Abbazia di Monte Oliveto Maggiore, Asciano, Italia |                      |    |
|          | Benedetto fonda dodici monasteri                                                                  | c. 1505–1508 |            | affresco            | Ciclo di San Benedetto, Abbazia di Monte Oliveto Maggiore, Asciano, Italia |                      |    |
|          | Benedetto riceve Mauro e Placido                                                                  | c. 1505–1508 |            | affresco            | Ciclo di San Benedetto, Abbazia di Monte Oliveto Maggiore, Asciano, Italia |                      |    |
|          | Benedetto percuote e libera un monaco indemoniato                                                 | c. 1505–1508 |            | affresco            | Ciclo di San Benedetto, Abbazia di Monte Oliveto Maggiore, Asciano, Italia |                      |    |
|          | Benedetto, pregato dai monaci, crea una sorgente d'acqua sulla cima di un monte                   | c. 1505–1508 |            | affresco            | Ciclo di San Benedetto, Abbazia di Monte Oliveto Maggiore, Asciano, Italia |                      |    |
|          | Benedetto recupera un roncone che era caduto nel fondo di un lago                                 | c. 1505–1508 |            | affresco            | Ciclo di San Benedetto, Abbazia di Monte Oliveto Maggiore, Asciano, Italia |                      |    |
|          | Mauro, mandato a salvare Placido, cammina sopra l'acqua                                           | c. 1505–1508 |            | affresco            | Ciclo di San Benedetto, Abbazia di Monte Oliveto Maggiore, Asciano, Italia |                      |    |
|          | Benedetto trasforma un fiasco di vino nascostogli da un garzone in una serpe                      | c. 1505–1508 |            | affresco            | Ciclo di San Benedetto, Abbazia di Monte Oliveto Maggiore, Asciano, Italia |                      |    |
|          | Florenzo tenta di avvelenare Benedetto                                                            | c. 1505–1508 |            | affresco            | Ciclo di San Benedetto, Abbazia di Monte Oliveto Maggiore, Asciano, Italia |                      |    |
|          | Florenzo manda "male femmine" al monastero                                                        | c. 1505–1508 |            | affresco            | Ciclo di San Benedetto, Abbazia di Monte Oliveto Maggiore, Asciano, Italia |                      |    |
|          | Benedetto predice la distruzione di Montecassino                                                  | c. 1505–1508 |            | affresco            | Ciclo di San Benedetto, Abbazia di Monte Oliveto Maggiore, Asciano, Italia |                      |    |
|          | Benedetto ottiene farina in abbondanza e ne ristora i monaci                                      | c. 1505–1508 |            | affresco            | Ciclo di San Benedetto, Abbazia di Monte Oliveto Maggiore, Asciano, Italia |                      |    |
|          | Benedetto appare a due monaci lontani e presenta loro il piano di costruzione di un monastero     | c. 1505–1508 |            | affresco            | Ciclo di San Benedetto, Abbazia di Monte Oliveto Maggiore, Asciano, Italia |                      |    |
|          | Benedetto scomunica due religiose e le assolve alla loro morte                                    | c. 1505–1508 |            | affresco            | Ciclo di San Benedetto, Abbazia di Monte Oliveto Maggiore, Asciano, Italia |                      |    |
|          | Benedetto fa portare il corpo di Cristo sopra al monaco che la terra non voleva ricevere          | c. 1505–1508 |            | affresco            | Ciclo di San Benedetto, Abbazia di Monte Oliveto Maggiore, Asciano, Italia |                      |    |
|          | Benedetto perdona al monaco che, volendo fuggire dal monastero, trova un serpente sul suo cammino | c. 1505–1508 |            | affresco            | Ciclo di San Benedetto, Abbazia di Monte Oliveto Maggiore, Asciano, Italia |                      |    |
|          | Benedetto libera solo con lo sguardo un contadino che era legato                                  | c. 1505–1508 |            | affresco            | Ciclo di San Benedetto, Abbazia di Monte Oliveto Maggiore, Asciano, Italia |                      |    |
|          | Cenacolo di Monte Oliveto                                                                         | c. 1515–1516 | 247×625 cm | affresco (staccato) | Chiesa di San Bartolomeo a Monte Oliveto, Firenze, Italia                  |                      |    |
|          | Famiglia di Dario davanti ad Alessandro                                                           | c. 1517      |            | affresco            | Villa Farnesina, Roma, Italia                                              |                      |    |
|          | Nozze di Alessandro e Rossane                                                                     | c. 1517      | 370×660 cm | affresco            | Villa Farnesina, Roma, Italia                                              |                      |    |
|          | Alessandro Magno doma Bucefalo                                                                    | c. 1517      |            | affresco            | Villa Farnesina, Roma, Italia                                              |                      |    |
|          | Alessandro in battaglia                                                                           | c. 1517      |            | affresco            | Villa Farnesina, Roma, Italia                                              |                      |    |
|          | Ascensione                                                                                        | XVI secolo   |            | affresco            | Chiesa dei Santi Pietro e Andrea, Trequanda, Italia                        |                      |    |
|          | Madonna col Bambino, gli Arcangeli Michele e Raffaele, e un donatore                              | XVI secolo   |            | affresco            | Basilica di Sant'Agata, Asciano, Italia                                    | Attribuzione incerta |    |
|          | Pietà                                                                                             | XVI secolo   |            | affresco            | Basilica di Sant'Agata, Asciano, Italia                                    | Attribuzione incerta |    |
|          | Esaltazione della Croce (un dettaglio in foto)                                                    | XVI secolo   |            | affresco            | Santuario della Madonna del Monte, Isola d'Elba, Italia                    | Attribuzione incerta |    |

## Dipinti
| Immagine | Titolo                                                                                                  | Data         | Dimensioni         | Tecnica e supporto | Luogo di conservazione                                            | Annotazioni                                                           | N.    |
| -------- | --- | ------------ | ------------------ | ------------------ | ----------------------------------------------------------------- | --------------------------------------------------------------------- | ----- |
|          | Allegoria dell'Amore Celeste                                                                            | c. 1504      | 74.8×168 cm        | olio su tavola     | Palazzo Chigi-Saracini, Siena, Italia                             |                                                                       | [ 1 ] |
|          | Ratto delle Sabine                                                                                      | c. 1506–1507 | 74.8×168 cm        | olio su tavola     | Galleria Nazionale d'Arte Antica, Palazzo Barberini, Roma, Italia |                                                                       |       |
|          | Venere terrestre con Eros e Venere celeste con Anteros                                                  | c. 1508      | 61 cm di diametro  | olio su tavola     | Museo del Louvre, Parigi, Francia                                 |                                                                       |       |
|          | Cupido in un paesaggio                                                                                  | c. 1510      | 68×129 cm          | olio su tela       | Ermitage, San Pietroburgo, Russia                                 |                                                                       |       |
|          | Flagellazione                                                                                           | c. 1510      | 36.5×70.3 cm       | olio su tavola     | Museo di Belle Arti, Budapest, Ungheria                           |                                                                       |       |
|          | Via del Calvario                                                                                        | c. 1510      | 36.5×62 cm         | olio su tavola     | Museo di Belle Arti, Budapest, Ungheria                           |                                                                       |       |
|          | Ecce Homo                                                                                               | c. 1510      | 60×46 cm           | olio su tavola     | Pinacoteca di Brera, Milano, Italia                               |                                                                       |       |
|          | Ecce Homo                                                                                               | c. 1510      | 85×60 cm           | olio su tavola     | Galleria degli Uffizi, Firenze, Italia                            |                                                                       |       |
|          | Leda e il Cigno (copia da Leonardo da Vinci)                                                            | c. 1510–1515 | 112×86 cm          | olio su tavola     | Galleria Borghese, Roma, Italia                                   |                                                                       |       |
|          | Deposizione                                                                                             | c. 1510–1513 | 426×263 cm         | olio su tavola     | Pinacoteca Nazionale, Siena, Italia                               |                                                                       |       |
|          | Sacra Famiglia                                                                                          | c. 1513      | 65.5×48 cm         | tempera su tavola  | Galleria Sabauda, Torino, Italia                                  |                                                                       |       |
|          | Madonna con il Bambino e i santi Girolamo, Caterina d'Alessandria, Lucia, Giovanni evangelista e Angeli | c. 1513      | 65.5×48 cm         | olio su tavola     | Galleria Sabauda, Torino, Italia                                  |                                                                       |       |
|          | Morte di Lucrezia                                                                                       | c. 1513      | 71×61 cm           | olio su tavola     | Museo di Belle Arti, Budapest, Ungheria                           |                                                                       |       |
|          | Morte di Lucrezia                                                                                       | c. 1515      | 99×76 cm           | olio su tavola     | Galleria Sabauda, Torino, Italia                                  |                                                                       |       |
|          | San Giorgio e il Drago                                                                                  | c. 1518      | 137.8×97.6 cm      | olio su tela       | National Gallery of Art, Washington D.C., Stati Uniti d'America   |                                                                       |       |
|          | Sacra Famiglia con san Giovanni Battista                                                                | c. 1520–1530 | 83.5×58 cm         | olio su tela       | Kunsthistorisches Museum, Vienna, Austria                         |                                                                       |       |
|          | San Sebastiano                                                                                          | c. 1525      | 206×154 cm         | olio su tela       | Galleria Palatina di Palazzo Pitti, Firenze, Italia               |                                                                       |       |
|          | Madonna col Bambino, San Giovanni Battista e Santa Elisabetta                                           | c. 1525–1530 | 115 cm di diametro | olio su tavola     | Walters Art Museum, Baltimora, Stati Uniti d'America              |                                                                       |       |
|          | Sacra Famiglia                                                                                          | c. 1525–1530 |                    | olio su tavola     | Galleria Borghese, Roma, Italia                                   |                                                                       |       |
|          | San Giovanni Battista                                                                                   | c. 1526–1527 |                    | olio su tavola     | Museo dell'Opera Metropolitana del Duomo, Siena, Italia           | Testata di bara per la Compagnia di San Giovanni Battista della Morte |       |
|          | Madonna col Bambino                                                                                     | c. 1526–1527 |                    | olio su tavola     | Museo dell'Opera Metropolitana del Duomo, Siena, Italia           | Testata di bara per la Compagnia di San Giovanni Battista della Morte |       |
|          | San Bernardino                                                                                          | c. 1526–1527 |                    | olio su tavola     | Museo dell'Opera Metropolitana del Duomo, Siena, Italia           | Testata di bara per la Compagnia di San Giovanni Battista della Morte |       |
|          | Cristo in pietà                                                                                         | c. 1526–1527 |                    | olio su tavola     | Museo dell'Opera Metropolitana del Duomo, Siena, Italia           | Testata di bara per la Compagnia di San Giovanni Battista della Morte |       |
|          | Sacra Famiglia con San Giovannino                                                                       | c. 1530      | 70×47 cm           | olio su tavola     | Museo Civico, Montepulciano, Italia                               |                                                                       |       |
|          | Compianto sul Cristo morto                                                                              | c. 1533      | 111.5×87 cm        | olio su tavola     | Museo Soumaya, Città del Messico, Messico                         |                                                                       |       |
|          | Resurrezione                                                                                            | c1534        | 262 x 179 cm       | olio su tavola     | Museo Nazionale di Capodimonte, Napoli, Italia                    |                                                                       |       |
|          | Sposalizio mistico di Santa Caterina                                                                    | c. 1539–1540 | 95×76 cm           | olio su tavola     | Galleria Nazionale d'Arte Antica, Palazzo Barberini, Roma, Italia |                                                                       |       |
|          | Pietà                                                                                                   | c. 1540      | 69×58 cm           | olio su tavola     | Galleria Borghese, Roma, Italia                                   |                                                                       |       |
|          | Ecce Homo                                                                                               | c. 1540–1549 | 60×59.1 cm         | olio su tela       | Metropolitan Museum of Art, New York, Stati Uniti d'America       |                                                                       |       |
|          | Natività della Vergine                                                                                  | c. 1545      |                    |                    | Chiesa e convento di San Niccolò del Carmine, Siena, Italia       |                                                                       |       |